# Miljevci
Miljevci su mikroregija i visoravan površine više od 100 četvornih kilometara smještena između rijeka Krke, Čikole te planine Promine, na tek nekoliko kilometara udaljenosti od Drniša.

## Upravna organizacija
Područje Miljevaca ima oko 1100. stanovnika, a obuhvaća sedam sela: Bogatić, Brištane, Drinovci, Kaočine, Karalić, Ključ,  Širitovci, etnički naseljenih isključivo hrvatskim stanovništvom.

## Povijest
Područje sela Miljevaca u srednjem vijeku pripadalo je kninskoj biskupiji. Vjerski život, odvijao se oko tvrđave Ključice (Ključ), grada hrvatskih velikaša Nelipića (XIV. st.) iznad rijeke Čikole. Na Krki se dizala druga utvrda Kamičak ispod koje su pronađeni ostatci crkve. Iz Kamička je bio kardinal Juraj Utišinović Martinušević  (1481. – 1551.). Na mjestu Crkvina ima starih grobova i ostataka stare crkve, po predaji sv. Ilije. Danas se drevna katolička tradicija štuje u Župnoj crkvi Presv. Imena Isusova, crkvi Sv. Petra i Pavla te u franjevačkom samostanu na Visovcu.
Miljevački plato je kroz povijest postao važno mjesto prilikom realizacije važnih odluka u korist hrvatskog naroda. Tako su svojevremeno velike govore na Miljevcima održali hrvatski velikani poput Stjepana Radića, hrvatskih proljećara i Franje Tuđmana.
U novije je vrijeme poznat kao prvi teritorij oslobođen u Domovinskom ratu akcijom Operacija Miljevci, 21. lipnja 1992. godine, nakon nekoliko mjeseci neprekidne opsade. 
Turistički potencijal Miljevaca leži[nedostaje izvor] u još nedovoljno iskorištenim mogućnostima otočića Visovca, netaknutoj prirodi Roškog slapa sa Skelinovim i Kulušićevim mlinicama, otkrivanjem arheoloških lokaliteta ili športskim ribolovom.
Godine 2002. obilježila se 900. obljetnica smrti kralja Petra Svačića.

## Spomenici i znamenitosti
- Župna crkva Presv. Imena Isusova
- Crkva Sv. Petra i Pavla
- Samostan na Visovcu
- Tvrđava Nelipića, hrvatskih srednjovjekovnih velikaša
- Spomenik Petru Svačiću
- Spomenik Franji Tuđmanu
- Spomenik Stjepanu Radiću

## Obrazovanje
Na Miljevačkom platou djeluje osnovna škola u Drinovcima s preuređenom športskom dvoranom i školskim terenom.

## Poznate osobe
- Petar Snačić (Svačić), posljednji hrvatski kralj
- Stipe Pletikosa, hrvatski nogometaš
- Tomislav Ivić, hrvatski nogometni trener
- Nikola Pilić, hrvatski teniski trener
- fra Petar Grabić, hrvatski teolog, filozof i publicist
- Tomislav Karlo, hrvatski plivač
- Filip Dević, hrvatski pripadnik pokreta otpora u Drugome svjetskom ratu i borac za radnička prava

## Sport
- KK Miljevci, košarka (školski klub)
- KK Petar Svačić, košarka
- KK Miljevci, karate

- ŠRD Miljevci, Športsko rekreativno društvo Miljevci
- Zip-line Šibenik, adrenalinski sport

## Vanjske poveznice
- Zadarski list o naselju Visovac
- Hodočašće u Miljevcima  Arhivirana inačica izvorne stranice od 22. kolovoza 2008. (Wayback Machine)
- Slobodna dalmacija o akciji Miljevci u Domovinskom ratu

1. ↑  Obilježavanje 900. obljetnice smrti hrvatskoga kralja Petra Svačića. Vijenac. Matica hrvatska (224). 5. listopada 2002. Inačica izvorne stranice arhivirana 7. rujna 2024.